# Potentilla pimpinelloides
Potentilla pimpinelloides är en rosväxtart som beskrevs av Carl von Linné. Potentilla pimpinelloides ingår i Fingerörtssläktet som ingår i familjen rosväxter. Inga underarter finns listade i Catalogue of Life.